# Tour de Tasmania
El Tour de Tasmania es una carrera ciclista  por etapas australiana disputada en Tasmania. 
Creada en 1996, formó parte del calendario de la UCI en categoría 2.4 y después 2.5 (última categoría del profesionalismO) de 1997 a 2002. No se disputó en 2001, 2003 y 2004; y reapareció en 2005 ya sin formar parte del UCI Oceania Tour. Sin embargo, es parte de la National Road Series de la Federación de Ciclismo de Australia.

## Palmarés
| Año       | Ganador            | Segundo          | Tercero            |
| --------- | ------------------ | ---------------- | ------------------ |
| 1996      | Stephen Hodge      | Glenn Mitchell   | Kris Denham        |
| 1997      | Alan Iacuone       | Nick Gates       | Brendon Vesty      |
| 1998      | Cadel Evans        | Neil Stephens    | Brendon Vesty      |
| 1999      | Cadel Evans        | Nathan O'Neill   | Cameron Hughes     |
| 2000      | Glen Chadwick      | Vladimir Karpets | Robert Tighello    |
| 2001      | No se disputó      |                  |                    |
| 2002      | Luke Roberts       | Russell Van Hout | Simon Gerrans      |
| 2003-2004 | No se disputó      |                  |                    |
| 2005      | Shaun Higgerson    | Simon Clarke     | Gordon McCauley    |
| 2006      | Kristian House     | Kjell Carlström  | Scott Peoples      |
| 2007      | Cameron Meyer      | Travis Meyer     | Bernard Sulzberger |
| 2008      | Richie Porte       | William Ford     | Jack Bobridge      |
| 2009      | Bernard Sulzberger | Peter McDonald   | Luke Durbridge     |
| 2010      | Gordon McCauley    | George Bennett   | Rhys Pollock       |
| 2011      | Nathan Haas        | Joshua Atkins    | Cameron Peterson   |
| 2012      | Lachlan Norris     | Mark O'Brien     | Nathan Earle       |
| 2013      | Jack Haig          | Robbie Hucker    | Brodie Talbot      |
| 2014      | Patrick Bevin      | Ben Dyball       | Timothy Roe        |
| 2015      | Brad Evans         | Ben Hill         | Dylan Sunderland   |
| 2016      | Benjamin Dyball    | Chris Hamilton   | Chris Harper       |
| 2017      | Lionel Mawditt     | Angus Lyons      | James Whelan       |

## Palmarés por países
| País          | Victorias |
| ------------- | --------- |
| Australia     | 15        |
| Nueva Zelanda | 3         |
| Reino Unido   | 1         |